# Bäcknejonöga
Bäcknejonöga (Lampetra planeri) är en ryggsträngsdjursart som först beskrevs av Bloch 1784.  Bäcknejonöga ingår i släktet Lampetra och familjen nejonögon. IUCN kategoriserar arten globalt som livskraftig. Arten är reproducerande i Sverige. Inga underarter finns listade.
Arten förekommer i nordöstra Atlanten, i Nordsjön, i Östersjön och i Medelhavet. Den simmar före parningen uppför floder och mindre vattendrag i Europa. Avgränsade populationer lever i Donau samt Volga och i deras bifloder.